# Heintje
Heintje, pseudonimo di Hendrik Nikolaas Theodoor Simons, detto Hein (Heerlen, 12 agosto 1955), è un cantante e attore olandese.
La maggior parte della sua produzione musicale è in lingua tedesca.

## Biografia
Heintje è forse il più celebre minidivo europeo degli anni 60. All'età di undici anni ha vinto nel suo Paese un concorso canoro per voci bianche. Questo trionfo gli ha permesso di incidere subito i primi dischi in olandese, sotto l'egida del manager Addy Kleijngeld; di qui il successo immediato in tutto il Benelux.
Nell'ottobre 1967 a Heintje è stato proposto di cantare in tedesco. Egli ha così realizzato varie incisioni in questa lingua, tra cui Mama, una cover della celebre canzone italiana Mamma, con la quale è diventato l'idolo di molte mamme e nonne tedesche: essa è anche a lungo stata in vetta nella hit parade dei singoli in Germania Ovest. Nel 1968 ha debuttato come attore bambino nel cinema: fino al 1971 interpreterà sei film in Germania Ovest, nei quali spesso avrà anche modo di esibire il suo talento di cantante.
Nel giro di pochi anni Heintje ha venduto nel mondo 40 milioni di dischi: dopo essersi imposto in tutta l'area germanica, ha sfondato anche in Regno Unito, Nordamerica, Sudafrica, Cina, Australia, lanciando album con canzoni già presenti nel suo repertorio, tradotte appositamente in lingua inglese. Ha vinto una gran quantità di riconoscimenti, tra cui 45 dischi d'oro, un disco di platino, due Leoni di Radio Luxembourg e un premio Bambi.
Col mutamento della voce, per Heintje è cominciato un graduale declino. Mantenutosi popolare solo in Sudafrica, in particolare tra i boeri, l'ex bambino prodigio ha inciso nel 1975 per la prima volta un album in lingua afrikaans nel tentativo di restare in auge almeno in quel Paese, riscuotendo un buon successo e in particolare col singolo Jou Hart Is Weer Myne, salito fino al quarto posto nella hit-parade locale. Heintje allora ha fatto uscire un altro lavoro l'anno successivo, ma con minore fortuna. Dopo questo flop il cantante è ritornato stabilmente in Europa, continuando a sfornare dischi - prevalentemente in tedesco - senza ritrovare il successo di un tempo. Tuttavia nel 2019, quando ormai sembrava che non ci fosse più visibilità per lui, ha preso una clamorosa rivincita con l'album Lebenslieder (pubblicato con un nuovo pseudonimo, Hein Simons), issandosi al quinto posto nella relativa hit-parade in Germania e ottenendo buonissimi riscontri anche in Svizzera e in Austria. Il disco contiene cover di canzoni portate al successo da altri artisti come California Blue (Roy Orbison), Buona notte bambino (Rocco Granata), Griechischer Wein (Udo Jürgens).

## Vita privata
Dal 1981 al 2014 Heintje è stato sposato con Doris Uhl, un'amica d'infanzia, che lo ha reso padre di due maschi (Hendrik e Pascal) e una femmina (Gina). Da molti anni vive in Belgio.

## Discografia essenziale
Di seguito viene elencata la produzione del cantante in tedesco.

### Album
- 1967 Heintje
- 1968 Weihnachten mit Heintje
- 1969 Ich sing ein Lied für dich
- 1969 Dein schönster Tag
- 1970 Herzlichst Heintje
- 1971 Wenn wir alle Sonntagskinder wär'n
- 1972 Fröhliche Weihnacht überall
- 1973 Ich denk an dich
- 1974 Junger Mann mit 19
- 1978 Ich habe Freunde
- 1989 Herzensmelodie
- 1992 Ich hab' so lange gesucht nach dir
- 1994 Die Heimat darfst Du nie vergessen
- 1996 Mein zweites Leben
- 1998 Ich schenk' Dir meine Liebe
- 1999 Noch einmal mit Gefühl
- 2001 Heute und bisschen gestern – Jubiläumsalbum
- 2002 Rück ein Stückchen näher
- 2003 Von Herz zu Herz by Heintje|Von Herz zu Herz
- 2004 Frauen sind was wunderbares
- 2005 Ich sag' Danke
- 2006 Männer sind einfach zu gut
- 2008 Träum’ mit mir
- 2009 Alles halb so schlimm
- 2011 Leb deinen Traum
- 2014 Thuis
- 2015 Vertrau auf Dein Herz
- 2017 Heintje und Ich
- 2019 Lebenslieder (pubblicato con lo pseudonimo Hein Simons)

### Singoli
- 1967 "Mama"
- 1967 "Oma so lieb"
- 1968 "Du sollst nicht weinen"
- 1968 "Es kann nicht immer nur die Sonne scheinen"
- 1968 "Heidschi Bumbeidschi"
- 1968 "Ich bau' Dir ein Schloss"
- 1969 "Geh' Deinen Weg"
- 1969 "Liebe Sonne, lach doch wieder"
- 1969 "Ich sing' ein Lied für Dich"
- 1970 "Schön sind die Märchen vergangener Zeit"
- 1970 "Deine Tränen sind auch meine"
- 1971 "Schneeglöckchen im Februar"
- 1978 "Und das alles nur weil wir uns lieben"
- 1992 "Ein Mutterherz Soll Niemals Weinen"
- 1994 "Die Heimat darfst Du nie vergessen"
- 1995 "Mama Techno-Version"
- 1998 "Komm, tanz noch mal ganz eng mit mir"
- 2002 "So Wie Ein Stern"
- 2004 "Frauen sind was wunderbares"
- 2006 "Bunte Tulpen" (con Johannes Heesters)